# Campo (Setteville)
Campo è una frazione del comune italiano di Setteville, in provincia di Belluno.

## Geografia fisica
Si trova tra la riva sinistra del torrente Calcino e la riva destra del torrente Tegorzo. È inoltre all'imboccatura della valle di Schievenin, segnata dal corso di quest'ultimo.
Dietro al paese si innalzano alcune modeste alture comprese nel massiccio del Grappa (rocca Cisa, 786 m).

## Monumenti e luoghi d'interesse

### Chiesa parrocchiale
Ha origini molto antiche, infatti è citata per la prima volta in un documento del 1193: si tratta di un accordo che imponeva al Comune di Treviso, in lotta con il patriarcato di Aquileia, di riparare i danni arrecati alla chiesa. Nel XIII secolo risulta filiale dipendente dalla pieve di Quero.
L'architettura dell'edificio rimase sostanzialmente la medesima sino alla grande guerra, fatti salvi alcuni rimaneggiamenti risalenti all'Ottocento; tra questi, il prolungamento verso la facciata dalla navata, il rifacimento del coro, la ristrutturazione di soffitto, pareti e pavimento e l'aggiunta di due cappelle laterali. Nel 1917, con lo spostamento del fronte seguito alla rotta di Caporetto, la chiesa venne distrutta. Ricostruita nel dopoguerra, fu consacrata nel 1929.
Vi sono conservate alcune opere antiche sopravvissute agli eventi bellici, tra cui due dipinti secenteschi di scuola veneta con episodi della vita di san Pietro commissionati dai pescatori locali di cui è protettore. Vi è inoltre sepolto Egidio Forcellini, noto lessicografo e latinista nativo della parrocchia.
Rientrano nei confini parrocchiali anche la chiesa di San Giacomo a Colmirano e il sacello della Madonna di Tessere.

### Museo Storico Territoriale di Alano di Piave
Allestito all'interno delle ex scuole elementari, si articola in due sezioni.
La prima riguarda gli eventi della grande guerra, con particolare attenzione alla "recuperante", colui che nel passato si occupava di raccogliere il materiale bellico abbandonato per poterlo rivendere. Sono esposti reperti del periodo tra cui una vasta raccolta di materiale cartaceo, in particolare mappe topografiche.
La seconda si incentra sul fenomeno dell'emigrazione seguita agli eventi bellici.